# بانگهاک-دونگ
بانگهاک-دونگ (به لاتین: Banghak-dong) یک منطقهٔ مسکونی در کره جنوبی است که در منطقه دوبونگ واقع شده‌است. بانگهاک-دونگ ۴٫۰۷ کیلومتر مربع مساحت و ۸۹٬۸۵۵ نفر جمعیت دارد.